# Rehfelde
Rehfelde település Németországban, azon belül Brandenburgban. Lakosainak száma 5376 fő (2023. december 31.). Rehfelde Strausberg és Rüdersdorf bei Berlin községekkel határos.

## Népesség
A település népességének változása:
| Lakosok száma | 4977 | 5058 | 5321 | 5334 | 5376 |
|               | 2017 | 2019 | 2021 | 2022 | 2023 |